# Culex aquarius
Culex aquarius är en tvåvingeart som beskrevs av Strickman 1989. Culex aquarius ingår i släktet Culex och familjen stickmyggor.
Artens utbredningsområde är Costa Rica. Inga underarter finns listade i Catalogue of Life.